# Fours (Nièvre)
Fours – miejscowość i gmina we Francji, w regionie Burgundia-Franche-Comté, w departamencie Nièvre.
Według danych na rok 1990 gminę zamieszkiwały 734 osoby, a gęstość zaludnienia wynosiła 29 osób/km² (wśród 2044 gmin Burgundii Fours plasuje się na 324. miejscu pod względem liczby ludności, natomiast pod względem powierzchni na miejscu 274.).